# Турецкий национализм
Турецкий национализм (тур. Türk milliyetçiliği) ― политическая идеология, основанная на идее о единстве и сплочённости турецкого народа как национальной, этнической или языковой группы.

## История
Идеологии, связанные с турецким национализмом, включают в себя пантюркизм или туранизм (форма или этнического или расового эссенциализма или национального мистицизма), неоосманизм (с имперскими амбициями, вдохновлёнными наследием османской эпохи), анатолизм (который рассматривает турецкую нацию как отдельную сущность, которая развивалась после завоевания сельджуками Анатолии в XI веке) и светский, гражданский кемализм. 

### Кемализм
Основополагающим элементом идеологии кемализма является национализм. 
Кемалистская революция имела своей целью создание национального государство из остатков многоконфессиональной и многоэтнической Османской империи. Кемалистский национализм происходит от теорий общественного договора, особенно из принципов, отстаиваемых Жан-Жаком Руссо. Кемалистское восприятие общественного договора было вызвано распадом Османской империи, которая была воспринята как результат краха османской системы и неэффективного османизма. Кемалистский национализм, пережив распад Османской империи на части, определил общественный договор как «высший идеал». 

### Пантюркизм
История туранского национализма началась с основанием Туранского общества, в 1839 году. Позднее на его основе выросла идеология пантюркизма, предполагавшей выражение солидарности между всеми тюркскими народами. Пантюркизм, как и панисламизм, отвергался Ататюрком. 

### Анатолизм
Анатолизм предполагает, что основным географическим источником турецкой культуры является Анатолия и что турецкий народ построил совершенно новую цивилизацию в Анатолии после 1071 года, когда он победил в битве при Манцикерте. 
В раннюю республиканскую эпоху некоторые интеллектуалы, такие как Хилми Зия Улкен и Нуреттин Топчу предлагали искать истоки турецкого национализма в Анатолии, а не в «Туране», таким образом противопоставляя себя неоосманистам и панисламистам. 

### Турецко-исламский синтез
Напряженные отношения между пантюркистским и панисламским турецким национализмом сохранилось в современной Турции. После турецкого государственного переворота 1980 года государственная пропаганда прямо утверждала, что тюрки предшествовали исламу на века, а пантюркизм был объявлен официальной государственной идеологией.